# Setophaga discolor
La parula di prateria (setophaga discolor Vieillot, 1809) è un uccello passeriforme appartenente alla famiglia dei Parulidae.